# Sommarskôj
Sommarskôj var rubriken på de tre revyer som spelades på Lisebergsteatern i Göteborg under tre somrar från 1997 till 1999. På scenen stod Mats Ljung, Stefan Ljungqvist, Laila Westersund, Bo Maniette samt musikern Lennart Palm.
Revyn var uppdelad i två akter. Första akten var en traditionell nummerrevy som spelades inne på Lisebergsteatern. I pausen fick publiken bege sig ut till en nybyggd dansbana i Taubelunden strax utanför teatern. I andra akten framträdde ensemblen som dansbandet Matz-Ztefanz med Lailaz och publiken fick möjlighet att dansa, äta korv och dricka öl.
I den tredje upplagan av Sommarskôj 1999 medverkade inte Mats Ljung som då var sjukskriven, han ersattes av den danska entertainern Mikael Neumann.